# 木里白酒草
木里白酒草（学名：Conyza muliensis）为菊科白酒草属的植物，是中国的特有植物。分布在中国大陆的四川等地，生长于海拔2,200米的地区，一般生长在河边，目前尚未由人工引种栽培。